# Croix de saint Bernward

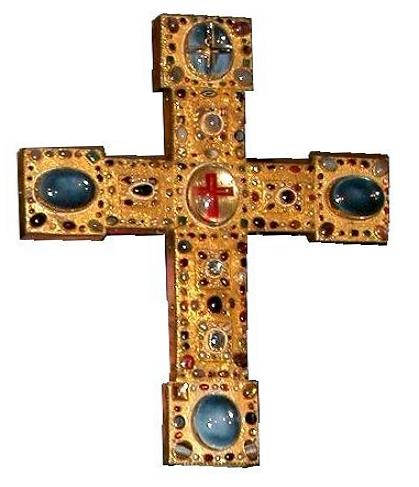
Photographie de la Croix de saint Bernward

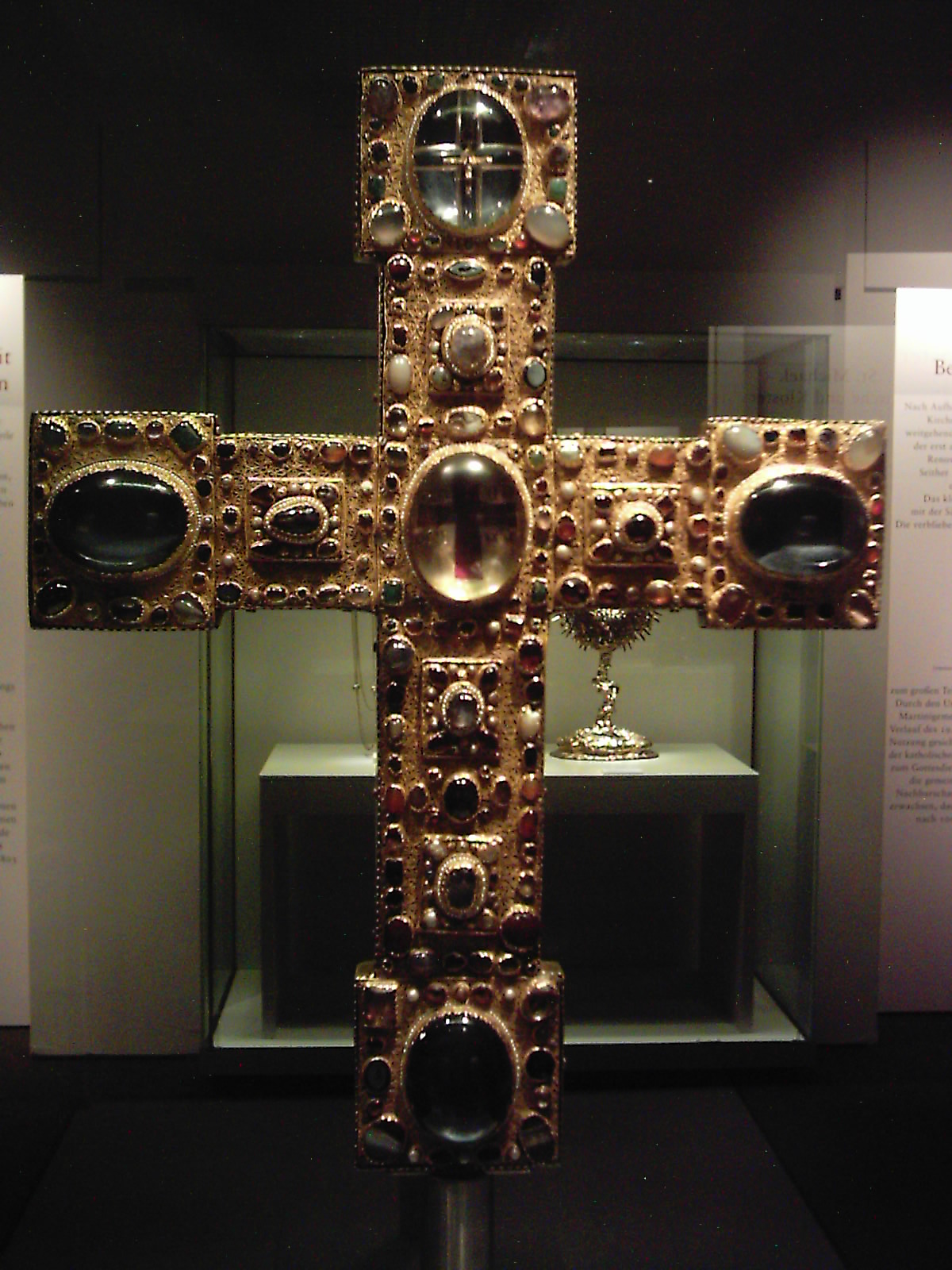
Vue de la Croix de saint Bernward au musée de la cathédrale de Hildesheim

La Croix de saint Bernward est un reliquaire en forme de croix latine conservé au musée de la cathédrale de Hildesheim en Allemagne. C'est un exemple remarquable de l'orfèvrerie de la Renaissance ottonienne.

## Description
Cette croix de l'art roman mesure 48 cm et se termine au bout des quatre bras par une surface carrée légèrement plus grande que le bras ornée en son milieu d'un gemme bleu. Elle est en or et recouverte de pierres précieuses, de perles et de cristaux.
Elle est dénommée d'après saint Bernward de Hildesheim (mort en 1022 et canonisé en 1192), évêque de Hildesheim de 993 à sa mort. Elle contient un morceau de la Vraie Croix offert par l'empereur Othon III et a été créée par l'atelier d'orfèvrerie de la cathédrale de Hildesheim, d'après un reliquaire plus ancien. Celui-ci date des années 1130-1140.
Ce reliquaire en forme de croix est l'attribut de saint Bernward dans son iconographie. Il servait de monstrance à la relique, la plus vénérée de la région. Elle est conservée au milieu du reliquaire en forme de petite croix sous un cristal de roche.
Le reliquaire se trouvait sur l'autel de la Sainte-Croix, au bout du côté est de la nef de l'église Saint-Michel. Derrière s'élevait la colonne du Christ (Christussäule),  en bronze, en plein milieu du début de la nef et derrière le maître-autel. Elle se trouve à l'intérieur de la cathédrale de Hildesheim depuis 1893, mais retrouve temporairement son lieu d'origine en 2009 pendant la période des travaux de restauration qui doivent se poursuivre jusqu'en 2013.
La Croix de saint Bernward figure sur le sceau de l'abbaye Saint-Michel depuis le XIVe siècle. Lorsque cette dernière a été sécularisée au début du XIXe siècle, elle a été transférée à l'église Sainte-Madeleine de Hildesheim, et au XXe siècle au trésor de la cathédrale, ouvert aujourd'hui au musée de la cathédrale de Hildesheim.
Cette croix est un premier exemple de croix potencée.

## Référence
- (de) Cet article est partiellement ou en totalité issu de l’article de Wikipédia en allemand intitulé « Bernwardskreuz » (voir la liste des auteurs).

1. ↑  Pippal, op. cité, p. 588